# Arena Lviv
El Arena Lviv (en ucraniano: Арена Львів) es un estadio de fútbol de la ciudad de Leópolis, Ucrania, construido con motivo de la celebración de la Eurocopa 2012. El estadio tiene una capacidad total de 34 915 espectadores sentados y es sede del FC Karpaty Lviv. Además, de 2014 a 2017 fue sede del FK Shajtar Donetsk debido a la imposibilidad de jugar en su estadio, el Donbass Arena, a causa de la Guerra del Donbas.
La construcción del estadio comenzó el 20 de noviembre de 2008 y fue terminada en octubre de 2011. El estadio fue inaugurado aún con el nombre provisional de Arena Lviv. La ceremonia de apertura tuvo lugar el 29 de octubre, con una vasta producción teatral dedicado a la historia de Leópolis. El primer partido de fútbol en el estadio se jugó el 15 de noviembre de 2011, entre las selecciones de Ucrania y Austria y el primer jugador en marcar un gol en el nuevo estadio fue Artem Milevskiy.

## Historia

### Nombre del estadio
El nombre definitivo del estadio aún no ha sido decidido. Estadio de Lemberg, el nombre de Leópolis en alemán, es uno de los nombres que se consideraron. De acuerdo con el local de internet de noticias zaxid.net, el alcalde de la ciudad, Andriy Sadovy, explicó que por razones éticas no se divulgarían aquellas proposiciones que estuviesen programadas para ser anunciados durante una subasta en la que se vendería el nombre del estadio. También señaló que el nombre sería discutido con la administración local del Óblast y la Agencia Nacional en la preparación para la Eurocopa 2012.

### Construcción
La firma arquitectónica original del proyecto fue la constructora Hochtief, que ya había realizado con éxito el Dnipro Arena. Se hizo una presentación de su diseño el 21 de mayo de 2007 y se propuso el nombre de Lemberg. La capacidad del estadio fue planeado originalmente para ser de 32.000 espectadores, con un coste total de 70,4 millones de euros. Estaba previsto que el estadio fuese construido antes de 2010. Los representantes de Hochtief se reunieron con Andriy Sadovy y Myroslav Senyk (el jefe de un consejo regional local). Los funcionarios de Leópolis declararon que el estadio le costaría 60 millones de euros, con un 75% de la cantidad a pagar por un inversor y un 25% por el gobierno de la ciudad. A principios de 2008, Hochtief fue sustituido por la empresa austriaca AlpineBau. Después de casi un año de discusiones, no se había iniciado ninguna obra de construcción y el 10 de octubre de 2008 AlpineBau rechazó la oferta de la ciudad de 85 millones de euros, solicitando por lo menos 100 millones.
El 23 de octubre de 2008, la administración de Leópolis contactó con ISD (Unión Industrial de la Cuenca Donéts), una importante empresa transnacional industrial de Europa del Este, combinación de varias industrias, incluyendo minería, construcción, metalurgia, construcción de la máquina y otros. Como el tiempo era limitado, los funcionarios municipales mantuvieron conversaciones de forma paralela con otra compañía austriaca de arquitectura, Albert Wimmer, que diseñó el Hypo-Arena de Klagenfurt. Junto con otra empresa local, Arnika, desarrollaron el diseño para el estadio ucraniano. El 7 de noviembre, el Ministerio de Economía designó a Azovinteks como el contratista general del proyecto, que envió de inmediato un centenar de sus trabajadores junto a su equipo a Leópolis. Azovinteks tiene su sede en Mariúpol, y forma parte del grupo de ISD.
En 2016, tras el triunfo de Jamala en el Festival de la Canción de Eurovisión, fue designado como una de las posibles sedes para albergar el próximo festival.
El sitio web, turnir.com.ua, haciendo referencia a la declaración del Gabinete de Ministros de Ucrania, dijo que en abril de 2010, el gobierno de Ucrania transfirió el estadio a la esfera de control del Ministerio del Deporte, Familia y Juventud con el fin de estabilizar y acelerar la construcción del recinto. Anteriormente, el estadio era propiedad de la empresa comunal de Leópolis "Directorio para la construcción de un estadio en Leópolis".
El 23 de junio de 2010, el vicepresidente del óblast de Leópolis, Volodymyr Hubytsky, informó a los miembros del consejo local que la financiación de la Eurocopa de 2012 en la ciudad de Leópolis se había incrementado en cinco mil millones de grivnas (de 5,3 a 10,3 en total). Hubytsky también dijo que el gobierno había confirmado el objetivo del Programa Estatal para la preparación de la etapa final de la Eurocopa 2012. El óblast de Leópolis fue dotado con 16,4 millones de grivnas para cubrir por completo la construcción del estadio y el aeropuerto de la ciudad. El jefe de la administración del óblast también indicó que las tasas de la construcción se incrementaron y el 30 de agosto la estructura de las tribunas para el segundo nivel serían instaladas. Hubytsky dijo que el consenso se encontró en una planta de mantenimiento estatal de Leópolis, que accedió a ceder parte de su territorio para la construcción de buenos acceso y varias redes de ingeniería para el estadio.
El vicepresidente dijo que 345 millones de grivnas se destinaron a los proyectos de construcción en el año 2010, una suma que ascendía con respecto a la de los dos últimos años, que era de 216 millones de grivnas. El programa estatal estimó que la financiación de todos los proyectos relacionados con la Euro 2012 fue de 5,7 millones de grivnas, de los cuales 4 mil millones provendrían de los presupuestos del Estado; 1,35 de los inversores, y los 0,36 millones de grivnas restantes, del presupuesto local. Sólo para el estadio, el programa asignó unos 1650 millones de grivnas, de los cuales 0,31 millones fueron invertidos al inicio de la construcción y 180 millones en 2010.
De 2014 a 2017, el FK Shajtar Donetsk trasladó su sede oficial a este estadio, jugando tanto competiciones locales como internacionales, ya que a causa de la Guerra civil en el este de Ucrania no podía seguir jugando en Donetsk.

## Eventos

### Eurocopa 2012
En la Eurocopa 2012 el estadio acogió tres partidos del grupo B, los otros partidos de este grupo se jugaron en el Estadio Metalist.
| Fecha               | Selección #1 | Resultado | Selección #2 | Ronda                 | Espectadores |
| ------------------- | ------------ | --------- | ------------ | --------------------- | ------------ |
| 9 de junio de 2012  | Alemania     | 1–0       | Portugal     | Primera fase, Grupo B | 32.990       |
| 13 de junio de 2012 | Dinamarca    | 2–3       | Portugal     | Primera fase, Grupo B | 31.840       |
| 17 de junio de 2012 | Dinamarca    | 1–2       | Alemania     | Primera fase, Grupo B | 32.990       |

## Ubicación y transporte

Localización del estadio en un recuadro rosado.

El estadio está situado en la parte sur de la ciudad de Leópolis, cerca de la intersección de la circunvalación de la ciudad (en ucraniano: Кільцева дорога) M10/M06 y la ruta E471/M06 (a nivel local, calle Stryiska). Nótese que la circunvalación de la ciudad es parte de la ruta E40 que une Breslavia, Leópolis, Kiev y Járkov. La ubicación del estadio es parte del raion Sykhiv municipal de Leópolis, mientras que el estadio está situado justo al lado del macizo residencial de Sykhiv. Al lado del estadio se encuentra el hipódromo.
La forma más fácil de acceder al Aeropuerto Internacional de Leópolis es por la carretera de circunvalación y la ruta M11 (Horodok). El aeropuerto se encuentra al noroeste del estadio.
La ciudad de Leópolis es famosa por su red de tranvías. Dado que Ucrania ganó la organización para la Eurocopa 2012, se mantuvieron conversaciones sobre la ampliación de la red hasta el extremo sur de la ciudad con el nombre Tranvías a Sykhiv, así como la reactivación de la idea de un sistema de metro local, pero no se llevó a cabo por falta de presupuesto local. El 1 de diciembre de 2009, la ciudad de Leópolis abrió una línea de un railbus que iba desde Sykhiv a Pidzamche con parada en la estación de ferrocarril de Lviv. Sin embargo el 15 de junio de 2010, la línea fue cerrada por no ser rentable.